# Mthonjaneni
Mthonjaneni (officieel Mthonjaneni Local Municipality) is een gemeente in het Zuid-Afrikaanse district uThungulu.
Mthonjaneni ligt in de provincie KwaZoeloe-Natal en telt 47.818 inwoners. Het gemeentebestuur is gevestigd in Melmoth.

## Hoofdplaatsen
Het nationaal instituut voor de statistiek, Stats SA, deelt sinds de census 2011 deze gemeente in in 39 zogenaamde hoofdplaatsen (main place):
Bedlane • Edubeni • Ekuthuleni • Emahlabathini • Emukhindini • Enkwenkwe • Eyingwenya • Ezinkawini • Gandolo • Goedgeloof A • Hawule • Imfuli Mission • Ingwenya • Isibaya Esikhulu • KwaDloziyana • KwaMagwaza • KwaMazulu • KwaZululiyaduma • Lumbi • Mabungu • Mahele • Makhosaneni • Mbojane • Mehlamasha • Melmoth • Memezi • Mgabhi • Mhoyiza • Mthonjaneni NU • Ncayini • Ndundulu • Nduro • Nobugalaza • Nqekwane • Osborn • Phezukwehlanze • Wambaza • Zigagayi • Zimbube.